# Paralophia (orquídea)
Paralophia es un género con dos especies de orquídeas epifitas. Es originario de Madagascar.

## Especies deParalophia
- Paralophia epiphytica (P.J.Cribb, Du Puy & Bosser) P.J.Cribb, Bot. Mag. 22: 50 (2005)
- Paralophia palmicola (H.Perrier) P.J.Cribb, Bot. Mag. 22: 51 (2005)